# Thomas W. Goodspeed
Thomas Wakefield Goodspeed (* 4. September 1842 in Glens Falls, New York; † 16. Dezember 1927 in Chicago, Illinois) war ein amerikanischer Baptistenpastor, theologischer Lehrer, Sekretär im Vorstand der Universität von Chicago (1890–1913) sowie Registrar der Universität von Chicago (1897–1913) und von 1916 bis 1927 deren Historiker.

## Ausbildung und Pastor
1855 zogen seine Eltern Stephen Goodspeed und Jane geb. Johnson, nach Illinois. Sie hatten fünf Söhne. Unter dem Einfluss der Mutter, einer frommen Baptistin, wurden zwei der Söhne, Edgar und Thomas, Prediger dieser Kirche. Thomas besuchte die Schulen in Poughkeepsie, New York und in Galesburg, Illinois. 1862 graduierte er in der ersten Universität von Chicago, die durch Spenden von Stephen Arnold Douglas gegründet war. Er hatte dessen Debatten mit Abraham Lincoln mit Interesse verfolgt. Sein Studium an der University of Rochester schloss er 1863 ab und wurde 1865 im Rochester Theological Seminary ordiniert. 1866 promovierte er mit dem Doctor of Divinity.
1866 heiratet er Mary Ellen Ten Broeke, eine Organistin, mit der er die beiden Söhne Charles Ten Broeke (1869–1949) und Edgar Johnson (1871–1962) hatte. Seine erste Stelle als Pastor hatte er in Quincy (Massachusetts), wo er über fünf Jahre bis 1872 blieb.

## Chicago und Morgan Park
Auf Drängen seines Bruders Edgar (1833–1881), der Unterstützung in der Second Baptist Church benötigte, ging Thomas dann zu ihm nach Chicago. Ein Jahr später wurde er Mitglied des Board of Trustees des Baptist Union Theological Seminary (BUTS). Er wurde schnell Sekretär und sorgte 1877 für den Umzug des BTU Seminary  in den Neubau von Morgan Park. Hier gründete er die Morgan Park Baptist Church und war deren Pastor von 1876 bis 1879. Im Laufe von über 8 Jahren, gelang es Goodspeed über $250,000 für den Aufbau des Seminars zu sammeln. Dabei knüpfte er die ersten Verbindungen zu den reichen Geschäftsleuten in Chicago, wie z. B. Marshall Field und John D. Rockefeller in Cleveland, der $30,000 für das BUTS spendete und als Vizepräsident einen Platz in dessen Aufsichtsrat wahrnahm. In dieser Zeit korrespondierte er bereits mit Rockefeller, so z. B. über eine Anfrage aus Yale nach William Rainey Harper, der seit 1879 Lehrer in Morgan Park war.

## Pläne für eine neue Universität
Im Frühjahr 1887 musste die erste Universität endgültig ihre Tore schließen, weil die Finanzen nicht mehr ausreichten. Das war für die Baptisten in Chicago ein schwerer Schlag. So überlegte eine Gruppe um Goodspeed, zu der George C. Walker von der Blue Island Land und Building Company, Frederick A. Smith, Präsident des BUTS, Rev. George W. Northrup, Präsident der Baptist Theological Union und E. Nelson Blake, Geschäftsmann, wie sie wieder eine Universität aufbauen könnten.
Ihnen schwebte ein College auf ihrem Gelände in Morgan Park vor. Goodspeed verbreitete die Idee eines großen Colleges oder einer Universität im Mittleren Westen als einen Ort des Intellekts und des Lichts.
Ende 1887 hörte Harper von Dr. Augustus H. Strong, dem Präsidenten des Theologischen Seminars von Rochester, dass es einen Plan gäbe, eine große Universität der Baptisten in New York mit der Großzügigkeit von John D. Rockefeller zu gründen. Nachdem Harper zu einer Besprechung über die Pläne nach New York eingeladen war, und er Rockefeller noch einmal im Oktober 1888 zufällig getroffen hatte, war noch immer keine endgültige Entscheidung über den Standort gefallen. Harper informierte sofort Goodspeed in Morgan Park, der sich „mit aller Vorsicht“ über die Baptist Education Society für Chicago einsetzen sollte.

## Zusammenarbeit mit Frederick T. Gates und der ABES
Im Mai 1888 wurde in Washington D.C. die American Baptist Education Society (ABES) auf Veranlassung von Reverend Henry Lyman Morehouse gegründet, der der American Baptist Home Mission Society (ABHMS) vorstand, die sich auf die Erziehung von Afro-Amerikanern und Indianern beschränkte. Die neue Organisation sah ihr Ziel in der Erziehung und Bildung von Baptisten im ganzen Land und fasste nunmehr die Führer im Westen, Süden und Osten zusammen. Frederick Taylor Gates, Pfarrer der Central Baptist Church of Minneapolis, wurde erster Sekretär. Nachdem dieser sich einen Überblick über den Stand des Erziehungswesens der verschiedenen Kirchen im Vergleich zu den Baptisten verschafft und John D. Rockefeller seine Übersicht vorgelegt hatte, kam auch dieser nach langem Zögern zu der Überzeugung, dass Chicago der neue Standort für ein gut ausgerüstetes College werden solle.

## Goodspeed als Spendensammler
Trotz seiner Enttäuschung, dass „nur“ ein College gebaut werden sollte, wurde Harper im April 1889 Mitglied der neunköpfigen Planungskommission.
Im Mai 1889 beschloss die ABES die Resolution für den Bau eines „gut ausgerüstetes College“ – ohne Hinweis auf eine weitere Entwicklung. Für Harper stand fest, dass er niemals dieses College leiten wolle und teilte seinen Standpunkt sowohl Goodspeed als auch Rockefeller mit. Er blieb in Yale und wartete die Entwicklung ab.
Gates konnte endlich Erfreuliches erreichen: John D. Rockefeller wäre bereit, $600.000 als Schenkung zu geben, wenn zusätzliche $400.000 von anderen Geldgebern bis zum 1. Juni 1890 verbindlich eingebracht werden. Enthusiastisch reiste Gates nach Chicago und begann gemeinsam mit Goodspeed die einjährige Kampagne, diese Mittel einzuwerben. Erfahren in Spendenaufrufen gab Goodspeed seine Stelle am Seminar von Morgan Park auf und widmete sich ausschließlich dem Sammeln der benötigten $ 400.000. Zuerst wandte er sich an die örtlichen Baptisten-Gemeinden und anderen religiösen Gemeinschaften und Geschäftsleuten in Chicago. Als diese Aufrufe nicht genügend Geld einbrachten, dehnte er sie über den ganzen Westen aus. Schließlich konnte er am 23. Mai 1890 die Spendensumme von $549,000 vermelden. Zusätzlich hatte er den Chicagoer Geschäftsmann Marshall Field davon überzeugt, der Universität ein Grundstück im Süden der Stadt am Hyde Park zu überlassen.

## An der neuen Universität von Chicago
In seiner Geschichte über die Universität vernachlässigte Goodspeed seine Rolle, die er bei der Gründung der Universität spielte. So würdigt er Harper als denjenigen, der Rockefeller von der Finanzierung der Universität überzeugte, während die Dokumente belegen, dass Rockefeller mit Frederick T. Gates und Goodspeed verhandelte. Die University of Chicago wurde am 9. September 1890 gegründet.
Goodspeed wurde in den Vorstand gewählt und zwar zunächst als Sekretär. Er organisierte den Umzug des Theologischen Seminars von Morgan Park in die neu erbaute „School of Divinity“ On July 13, 1891, the Baptist Union Theological Seminary became the Divinity School of the University der Universität, wo er neben Präsident Harper und dessen Bruder Robert Francis Harper auch unterrichtete. Er arbeitete jedoch auch als inoffizieller Geschäftsführer und als Kanzler, machte Öffentlichkeitsarbeit und betrieb weiterhin Fundraising und war Registrar.
Als 1903 die American Baptist Education Society (ABES) in das von John D. Rockefeller gegründete General Education Board (GEB) aufging, wurde Frederick Taylor Gates Geschäftsführer und von Rockefeller mit der Vergabe von Spendenmitteln beauftragt. Auch jetzt arbeitete Gates eng mit Goodspeed für den Aufbau der Universität zusammen.
Goodspeed feierte mit Präsident Harper das fünf- und zehnjährige Jubiläum der Universität und mit Präsident Judson das 25-jährige während des Ersten Weltkriegs 1916. Anlässlich dieser Feier würdigte der Dekan Shailor Mathews der „School of Divinity“ die Verdienste von Goodspeed mit den Worten:

“The Baptist denomination and the University of Chicago owe a debt to Dr. Goodspeed beyond computation. It was to his vigor and indefatigable courage that the Theological Seminary owed its steady development in resources, and it was to him also that we, to whom the Morgan Park Seminary is only a memory, owe so much, not only for the prosperity of the Divinity School, but for the very foundation of the present University itself.”

„Die Baptisten-Gemeinde und die Universität von Chicago stehen in der unschätzbaren Schuld Dr. Goodspeeds. Seiner Kraft und dem unermüdlichen Mut verdankt das Theologische Seminar seine stete Entwicklung in Ressourcen, und er war es auch, dem wir – denen das Morgan Park Seminar nur eine Erinnerung ist – soviel verdanken, nicht nur wegen der Prosperität der Divinity School, sondern für die Gründung der heutigen Universität selbst.“

1912 ging Goodspeed in den Ruhestand. Rockefeller hatte seine letzte Spende von $10 Mio. erteilt und die Universität stand endlich auf eigenen Füßen. Präsident Harry Pratt Judson bat ihn, weiterhin ehrenhalber dem Vorstand anzugehören und die Biografien der Gründer der Universität aufzuzeichnen. In seinem rustikalen Haus in den Wäldern von Wisconsin verbrachte er die Sommer und schrieb an der Biografie von William Rainey Harper und der Geschichte der Universität. Anfang Dezember 1927 erlitt er einen Schlaganfall, so dass sein Sohn Edgar Johnson die beiden letzten Kapitel seiner Biografie über William Rainey Harper beenden musste.

## Werke
- A History of the University of Chicago. The First Quarter-Century. The University of Chicago Press, Chicago 1916.- online Neuauflage: Verlag: Cambridge Scholars Publishing 2009, ISBN 978-0-217-77109-2.
- The University of Chicago. Biographical Sketches Vol. I, The University of Chicago Press 1922 – online
- Gustavus Franklin Swift reprinted from “The University Record” Vol. VII, No. 2, April 1921 – online
- The Story of the University of Chicago 1890–1925. University of Chicago Press 1925 – online
- William Rainey Harper. Verlag: University of Chicago Press 1928 – online
- Lincoln and Douglas; With some personal reminiscences. In: Journal of the Illinois State Historical Society 26 (October 1933): 183-201 Verlag: Illinois State Historical Society 1933.